# Municipio de Fentress
El municipio de Fentress (en inglés: Fentress Township) es un municipio ubicado en el  condado de Guilford en el estado estadounidense de Carolina del Norte. En el año 2010 tenía una población de 10.372 habitantes.

## Geografía
El municipio de Fentress se encuentra ubicado en las coordenadas 35°58′57.49″N 79°44′29.1″O / 35.9826361, -79.741417.